# Carnaval en Bolivia

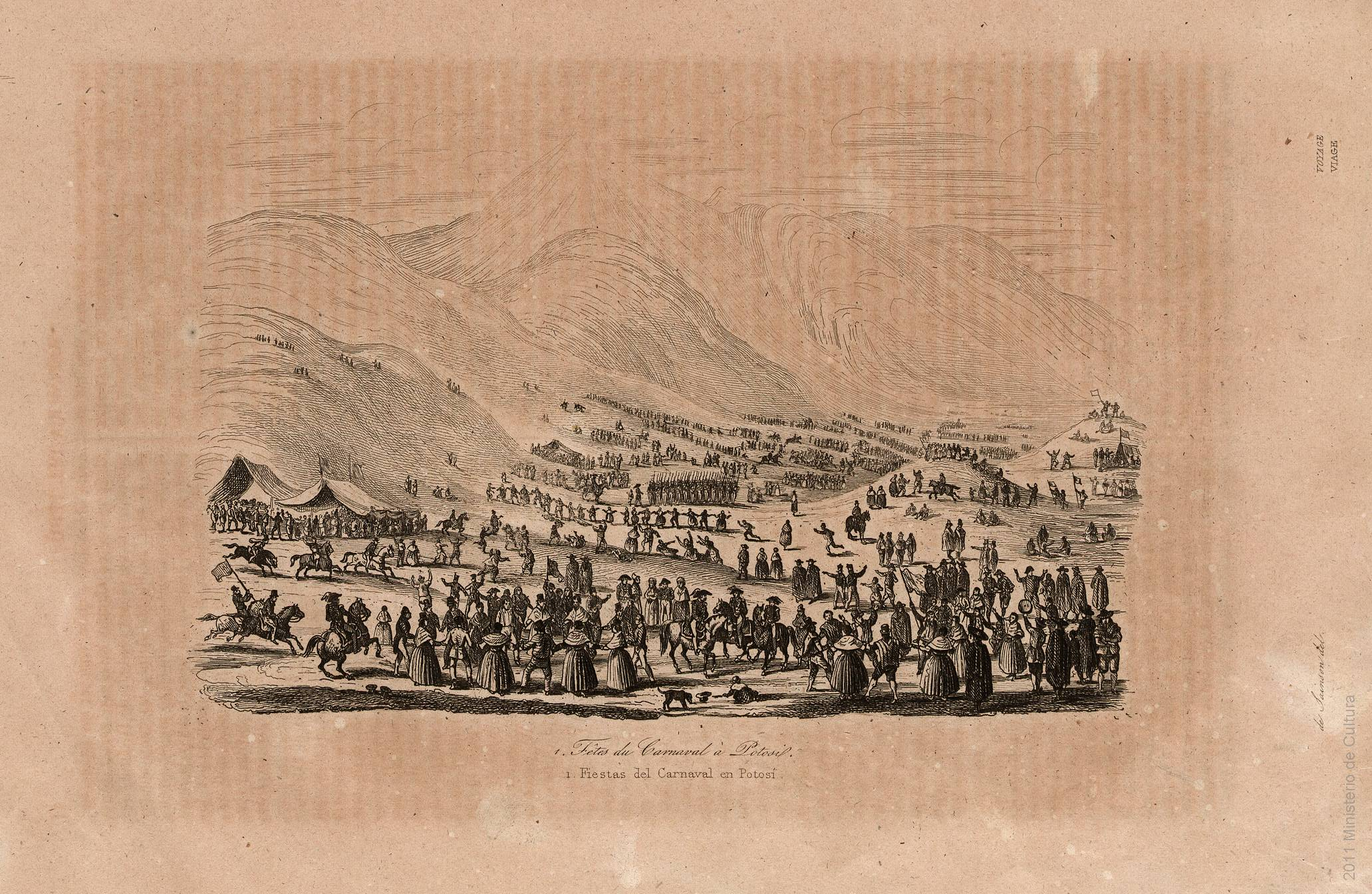
Ilustración de las fiestas del Carnaval en la ciudad de Potosí, alrededor del año 1842.

El carnaval en Bolivia es una celebración que mezcla prácticas originarias  y el sincretismo sucedido a raíz de la llegada de los españoles al Nuevo Mundo, cuya incidencia ha incorporado elementos de las culturas europeas y ha logrado sintetizar y reinterpretar tradiciones que pertenecían a las culturas indígenas de Bolivia.

## Carnaval en las ciudades de Bolivia

### Oruro
El Carnaval de Oruro, es una celebración caracterizada por el sincretismo religioso y cultural. Por una parte, se tiene la tradición grecorromana, de más de 2000 años de antigüedad[cita requerida], que se transformó a lo largo de los siglos con el catolicismo; por otra parte están las tradiciones locales, como la fiesta de Ito, con sus propias características, transformadas en ritual cristiano. El carnaval de Oruro ha sido declarado “Obra Maestra del Patrimonio Oral e Intangible de la Humanidad” (UNESCO), además, ha sido capaz de generar manifestaciones culturales parecidas en otros espacios geográficos. La figura central del carnaval de Oruro es la Virgen de la Candelaria (Virgen del Socavón), celebrada el 2 de febrero. La gente baila por devoción a la Virgen que es la patrona de la ciudad. Los bailes más tradicionales son la "Morenada" y “Diablada”, se convirtieron en los bailes típicos, propios y principales de Oruro, Bolivia. En la festividad participan más de 48 conjuntos folklóricos agrupados en 18 especialidades de danzas, que realizan su peregrinación hacia el Santuario del Socavón, cada sábado de carnaval, en la tradicional “Peregrinación”. El carnaval de Oruro es la conjunción de más de 30 000 danzantes y cerca de 10 000 músicos, distribuidos en 150 bandas, que bailan a lo largo de 4 kilómetros de calles, en las que se han preparado escenarios para más de 400 000 espectadores del país y extranjeros. Es una reunión inimaginable de niños, niñas, mujeres y hombres, que cantan, bailan y trabajan, en honor a la Virgen del socavón, Patrona de los mineros y Reina del folklore de Bolivia que ha llegado a convertirse en un centro de irradiación de danza y música de Diabladas, Morenadas, Caporales, Tobas, Tinkus, etc.

### Santa Cruz de la Sierra
El carnaval de Santa Cruz de la Sierra o "Fiesta Grande de los Cruceños", es uno de los más grandes y antiguos del país, data de 1561, cuando se fundó la ciudad homónima. Actualmente, destacan principalmente los concursos de diferentes grupos carnavaleros (comparsas infantiles, juveniles y adultas, agrupaciones musicales y comparsas femeninas), que organizan vistosas fiestas precarnavaleras, además de la Coronación de la Reina y el gran Corso que es apoteósico.
Se celebran actos de elección de reinas (infantil, adulta y de la 3.ª edad) donde lucen las fantasías creadas por los diseñadores. La mayoría de estos actos tienen fines de beneficencia. 
Se realizan diversos eventos, con una agenda que comienza la primera semana de enero y, un domingo antes de la fiesta, llega la tradición con el Correo del Carnaval, destacando luego el Corso, los tres días de Carnaval de Calle y el Entierro del Carnaval, celebrado el domingo posterior al miércoles de ceniza.  
El carnaval de noche es muy conocido por las actuaciones realizadas en vivo en diversos puntos de la capital, donde se pueden elegir diversos ambientes y estilos musicales; este carnaval congrega a una gran multitud. Los ritmos musicales tradicionales que se bailan en el carnaval de Santa Cruz son: Taquirari, Chovena, Brincao, Atico, Kaluyo y el ritmo especial de Carnaval, que proviene de la antigua sarabanda, según algunos autores, y es similar al chamamé.
Los tres días de calle, se celebra con diferentes elementos como ser pistolas de agua, globos de agua, pistolas de tinta, pinturas, baldes, nieve artificial o crema de lustrar para armar una mini guerra entre los grupos, llamados comparsas, al igual que Tarija.
El carnaval de Santa Cruz es organizado por un Comité Impulsor del Carnaval que lo integran principalmente el Gobierno Autónomo Municipal de Santa Cruz de la Sierra y la Asociación Cruceña de Comparsas Carnavaleras. Tiene su propia Ley del Carnaval y fue declarado Patrimonio Cultural de Bolivia el 5 de febrero de 2013.

### Vallegrande
El carnaval de Vallegrande es un carnaval importante de la región de los Valles de Bolivia. Ya en diciembre casi la totalidad de los hoteles en la ciudad están reservados, por lo que algunas casas y hasta los colegios sirven para alojar a los visitantes. En el Carnaval de Vallegrande participan aproximadamente 60 comparsas, la mayoría integrada por gente que vive en Santa Cruz de la Sierra, donde se organizan las fiestas previas. Aunque las celebraciones empiezan en enero, el Carnaval de Vallegrande se inicia oficialmente el domingo. En la mañana con el corso infantil y en la tarde, el de los adultos. Lunes, martes y miércoles son los días festivos, desde la mañana hasta la noche.

### Potosí
El carnaval de Potosí es también denominado Carnaval Minero o la Bajada del Tata K'ajchu. Empieza el martes de Ch'alla. Una de las tradiciones más arraigadas en Potosí es, sin duda, la famosa "Ch'alla del martes de carnaval". Ese día las "cancha-pampas", los socavones mineros, los ingenios para la molienda de minerales, viviendas particulares, al igual que las casas de hacienda, terrenos de cultivo, movilidades de transporte y todo cuanto se ha adquirido reciben el enflorecimiento o alegoría, como un reconocimiento al poder espiritual de la Pachamama.
Se dice que, si la casa, la mina o los objetos propios de cada familia no reciben la Ch'alla, con el convite y el tradicional ponche potosino, es seguro no tendrá la gracia o favor que ofrece el espíritu de la madre tierra.
En el pasado, había también la costumbre de realizar la wilancha (sacrificar) a la llama y la alpaca, con cuya sangre regaban las puertas de sus casas, las bocaminas, los ingenios y todo lugar de trabajo, pidiendo a la Pachamama prosperidad en la cosecha, en el comercio, en la mina y salud.
Miles de mineros salen desde las oscuras bocaminas del Cerro Rico de Potosí para mostrar diferentes danzas folklóricas que tiene su inicio de Pailaviri que está en pleno Sumaj Orqo (Cerro Rico), hasta la Plaza 10 de Noviembre, posteriormente cada cooperativa minera se concentra en un solo sitio para festejar el carnaval. 

### Tarija
El carnaval de Tarija es otro de los carnavales más importantes de Bolivia. Esta fiesta comienza con un mes de anticipación, con recorridos de comparsas y bandas por las calles.
Faltando dos semanas para el carnaval, el día jueves, hombres y mujeres transitan las calles de la ciudad con hermosas canastas adornadas con fruta de la temporada, dulces, flores, queso, etc; todo esto en una gran canasta con globos y serpentinas, se trata de la fiesta de "Comadres y Compadres". Quien recibe el presente se convierte en compadre o comadre y se compromete a acompañar en las buenas y en las malas a su nuevo pariente espiritual, esto se realiza un jueves, que es el jueves de compadres, la siguiente semana es el jueves de las comadres. Por las noches las mujeres de Tarija salen a la plaza a bailar con sus tortas.
Las comparsas tienen como costumbre llevar un diablo enjaulado a la plaza, donde se libera de su cautiverio; este acto da inicio a la fiesta.
Tarija es famosa por la belleza de sus mujeres. Entre ellas se realiza la elección de la Reina de Carnaval. Los habitantes organizan el Corso Infantil y el Corso de Mayores, el cual está lleno de colorido y alegría y se complementa con el Concurso Folklórico Campesino de Música y Baile. Posteriormente comienza el gran baile popular en la plaza principal, en el cual participan las comparsas, la población y los visitantes. Es interesante ir a los pueblos porque cada uno presenta sus manifestaciones folklóricas.
Al comienzo de la Cuaresma, se entierra al diablo en una fiesta especial, evento único en el cual los tarijeños usan una máscara elaborada con cuernos de oveja, chivo o vaca imitando al diablo. Mientras un hombre le abre paso al diablo, va detrás la "negra santera" pintándole la cara a los curiosos con hollín. A ellos les sigue el diablo y los grupos carnavaleros.
Durante los días de carnaval, los niños tienden a mojar con globos llenos de agua y chisguetes. Algunos usan espuma y pintura, pero varias familias no lo permiten, porque es inflamable y daña la piel.La gran parte de la población se reúne en la plaza principal a mojar a los que pasean por ahí.

### La Paz

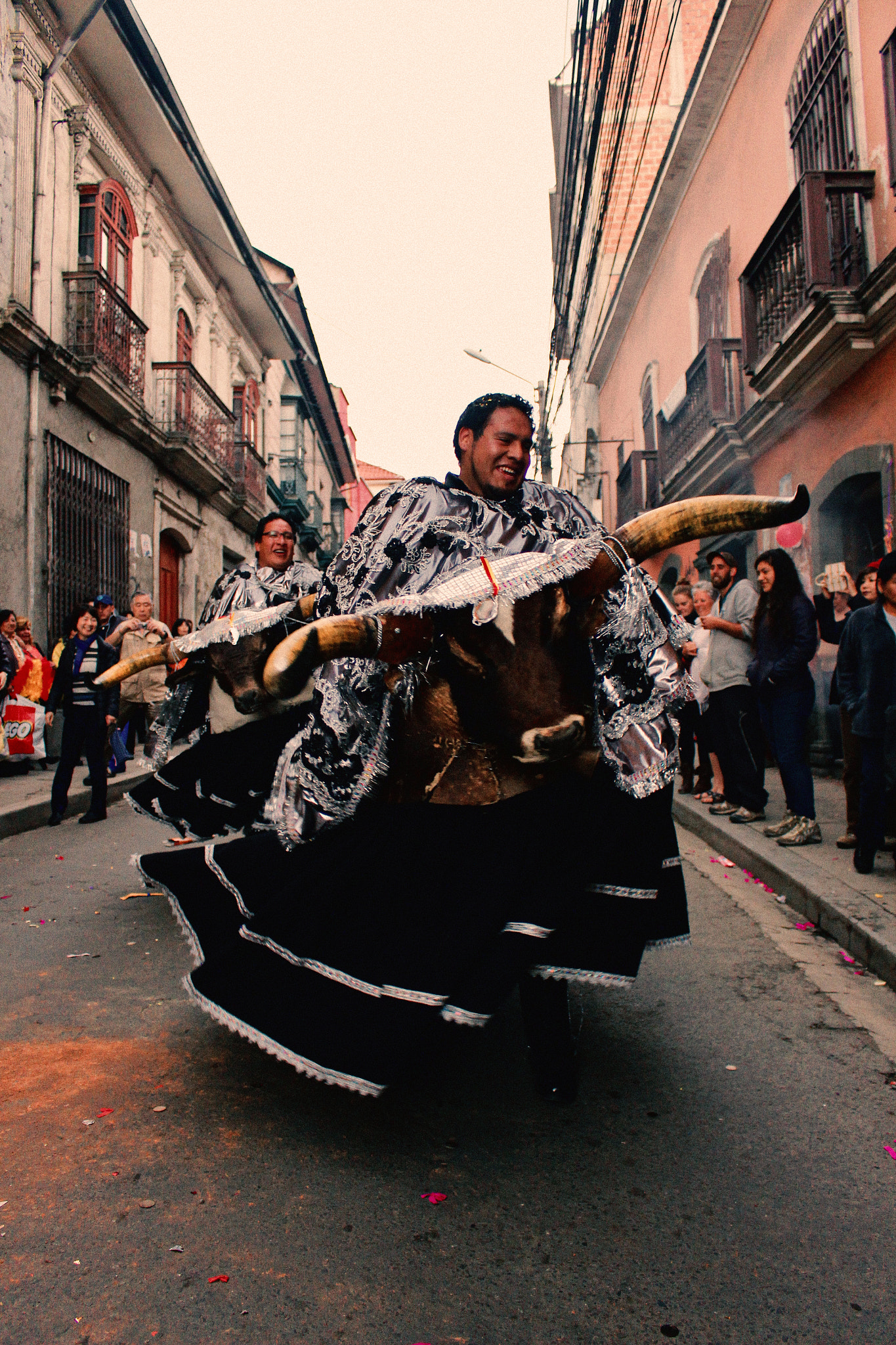
Waka Tokori en La Paz.

El Carnaval de La Paz en la actualidad tiene algún parecido al de Oruro, pero con un sentido más folklórico y popular cuyos personajes principales son el Chuta y el Pepino, y se realiza una elección de la cholita, Pepino y Chutas que tienen cobertura de la televisión y cierta vez presentan este acontecimiento.
Es celebrado a lo largo de un par de semanas en fechas movibles en el mes de febrero. Todo comienza el primer jueves con el festejo de "los compadres" en la cual la tradición es que se reúnan entre los varones de la ciudad y se dispongan a celebrar entre si asistiendo a todo tipo de eventos contemporáneos. El siguiente jueves le pertenece a "las comadres" cuya celebración ya va siendo una réplica tal a la celebración llevada a cabo en la ciudad de Tarija en la cual las damas intercambian arreglos frutales y florales en canastas autóctonas decoradas con serpentina y globos de colores. La mayoría de sus festejos son nocturnos y se caracterizan porque solo las mujeres son quienes lo  celebran. 
Dos días después al festejo de comadres se vive en las principales vías de la ciudad el "corso infantil" en el cual se lo celebra a los niños y niñas de todas las edades con un mega desfile que inicia en la calle Montes y baja hacia la Avenida Camacho y Prado. La alegría es tal que la gente juega con Agua, espuma y otros accesorios de la festividad toda vez que los participantes se disfracen y usen indumentaria colorida o en colores negros predominantemente.
El día domingo ya se lo dedica al "Corso de Mayores" en el cual los jóvenes y adultos hacen gala de su propio desfile con temáticas más adultas y a diferencia del corso de niños estos hacen uso de indumentaria más elaborada e introducen el chicote para "bautizar" a quienes vayan a ser su primera participación en tal carnaval. El uso del agua y la espuma es de igual forma predominante.
Día lunes es la c'halla de negocios en la cual la ciudad entera se paraliza y cada comerciante se dedica a engalanar su puesto de venta con arreglos florales y coloridos junto a la bendición con la Pachamama, haciendo uso de la cerveza y el vino. De igual forma se hace reventar k'uetillo para alejar las malas vibras y atraer la buena suerte para todo el año. 
Día martes de C'halla es el turno de las casitas, reúne a familias enteras, quienes adornan de formas coloridas sus domicilios, ya sea con globos, arreglos florales, c'uetillo y el arrojo de azúcar, pedazos de lujma, confite, canela y otros elementos dulces para endulzar la Pachamama y está llene de bendiciones los hogares paceños. 
Además en las calles se vive alegría general ya que los jóvenes salen a las calles a lanzarse con agua, ya sea con globos, baldes, chisguetes y otros. Ningún paceño está exento de ser blanco del juego con agua ya que es una tradición con la cual se nace.

### Sucre
El carnaval de Sucre se caracteriza por el carnaval de antaño, un desfile que se realiza con el fin de rescatar el carnaval boliviano de antaño, se realiza una semana antes del carnaval, en especial este carnaval se caracteriza por las damas de la época con vestidos, máscaras, estudiantinas, los cascarones y mucho más, estos son cascarones llenos de perfume y tapados con una tela para que no derrame el perfume, este cascarón se regala a las personas que visitan este carnaval, antiguamente los varones lanzaban cascarones a una dama que se encontraba en el balcón de su casa, era un signo de coqueteo. 
También es tradicional el consumo de sándwich de palta o aguacate, que se acompaña con cebolla y tomate. Como también se consume la leche de tigre y los confites, son dulces preparados a base de azúcar, también pueden estar rellenos con almendra o maní.
En los días de carnaval en las calles de la ciudad las personas juegan a mojar con globos de agua y a salir a bailar acompañado de una banda o sicuris (son un conjunto musical acompañado de zampoñas, quenas, charangos y otros) que interpretan coplas tradicionales de la región.

### Cochabamba

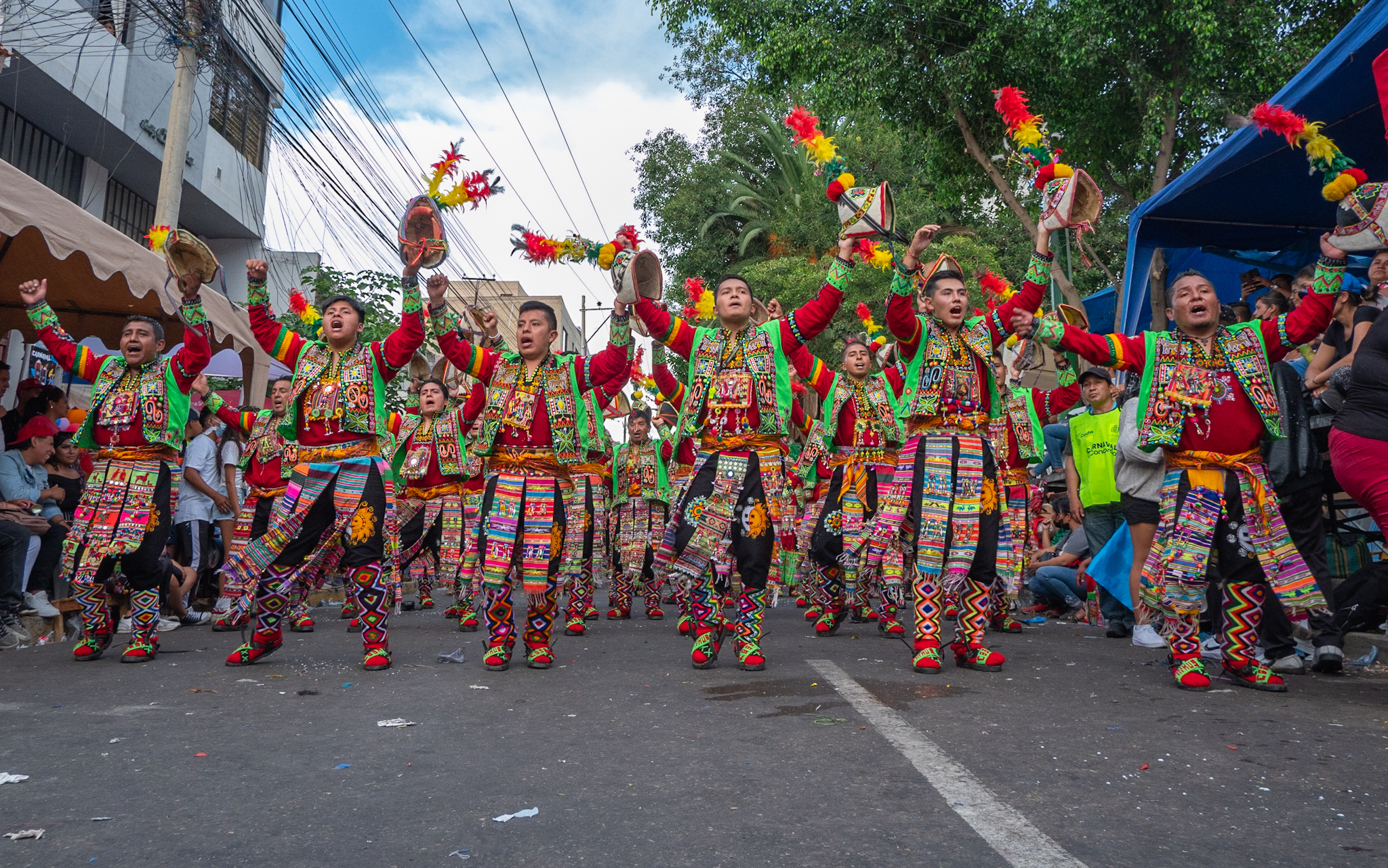
Danza del tinku en el Carnaval de Cochabamba.

El carnaval de Cochabamba tiene el llamado "Corso de corsos" en el que se muestra la cultura boliviana y extranjera el cual inicia con un desfile de comparsas a lo largo del Prado de Cochabamba. al que también le siguen El corso en la zona sud el cual pasa por la av. Guayacan y seguido a este En el Prado Suecia también en la zona sud de la ciudad. En esta región también se realiza el martes de Ch'alla  acompañado del tradicional puchero, la fiesta de compadres seguido por el de comadres y en sus calles se puede observar la alegría de niños y adultos que salen a bailar y a compartir juegos con agua entre ellos los de Guerra el cual es el más popular entre la población Cochabambina se da en comparsas de diferentes bloques adornados con serpentinas, Chisguetes "pistolas de agua" Globos, Espumas, Gorras, Sombreros y poleras blancas. Con el objetivo de mojar a las personas incautas y a otros bloques de personas. Esta Popular fiesta abarca casi todos los días de febrero y la primera quincena de Marzo.

### Trinidad
El carnaval de Trinidad es llamada también ‘el Carnavalito’, y es similar al carnaval de Santa Cruz, sólo que en menor escala. La fiesta se extiende hasta el sábado y el domingo. En la tarde se hace el entierro simbólico de la diversión carnavalera con la Quema del Muñeco. La tradición trinitaria consiste en armar un muñeco de paja, que usualmente tiene un enorme miembro viril. Los carnavaleros lo acompañan en una procesión con velas encendidas que culmina cuando recuestan al muñeco en el suelo y le prenden fuego. Para completar la costumbre, la gente salta sobre las llamas y la brasa como presagio de un buen próximo carnaval.